# مدغشقر
مَدَغَشْقَر (بالفرنسية: Madagascar)، ورسميًا جُمْهُورِيَّةُ مَدَغَشْقَر (بالفرنسية: République de Madagascar)، وتُعرف سابقًا باسم الْجُمْهُورِيَّةُ الْمَلْغَاشِيَّة (بالفرنسية: République malgache)، هي دولة جزرية إفريقية في المحيط الهندي، تبعد نحو 250 ميل (400 كـم) عن ساحل شرق إفريقيا. تتألف الدولة من جزيرة مدغشقر (رابع أكبر جزيرة في العالم وأول أكبر جزيرة في إفريقيا) والعديد من الجزر الصغيرة. بعد تفكك القارة العظمى جندوانا في عصور ما قبل التاريخ، انشقت مدغشقر عن شبه القارة الهندية منذ نحو 88 مليون سنة، مما سمح للنباتات والحيوانات المحلية بالتطور في عزلة نسبية. وبالتالي، تعد دولة مدغشقر مركزا للتنوع البيولوجي؛ ويقدر أن نحو 90 ٪ من الحياة البرية في مدغشقر لا توجد في أي مكان آخر على الأرض. تتعرض النظم البيئية المتنوعة للجزيرة والحياة البرية الفريدة للتهديد من جراء تعدي البشر المتزايد بسرعة والتهديدات البيئية الأخرى.
الدليل الأثري على أقدم نشاط بحث للبشر عن الغذاء في مدغشقر قد يعود تاريخه إلى 10,000 عام. تكونت أول مستوطنة بشرية في مدغشقر بين 350 قبل الميلاد و550 ميلادي على يد الشعوب الأسترونيزية، والتي قدمت على متن زوارق من بورنيو. انضم إليهم حوالي القرن التاسع الميلادي مهاجرون بانتويون عبروا قناة موزمبيق من شرق إفريقيا. استمرت المجموعات الأخرى في الاستقرار في مدغشقر مع مرور الوقت، كل واحدة منها ساهمت وخلقت تأثيرا في الحياة الثقافية في مدغشقر. غالبًا ما تُقسم المجموعات العرقية الملغاشية إلى 18 مجموعة فرعية أو أكثر، أكبرها هي مرينا في المرتفعات الوسطى.
حتى أواخر القرن الثامن عشر، كانت جزيرة مدغشقر محكومة من مجموعة متنوعة من التحالفات الاجتماعية والسياسية المتغيرة. ابتداءً من أوائل القرن التاسع عشر، اتحدت معظم الجزيرة وحُكمت كمملكة مدغشقر من خلال سلسلة من نبلاء ميرينا. انتهت الملكية في عام 1897 عندما ضُمت الجزيرة إلى الإمبراطورية الاستعمارية الفرنسية، والتي لم تستقل منها الجزيرة إلا في عام 1960. مرت دولة مدغشقر المتمتعة بالحكم الذاتي منذ ذلك الحين بأربعة فترات دستورية رئيسية أو جمهوريات. منذ عام 1992، أصبحت الدولة تُحكم رسميًا كديمقراطية دستورية من عاصمتها أنتاناناريفو. ومع ذلك، في انتفاضة شعبية في عام 2009، استقال الرئيس مارك رافالومانانا ونُقلت السلطة الرئاسية في مارس 2009 إلى أندري راجولينا. تمت استعادة الحكم الدستوري في يناير 2014، عندما عُين هيري راجاوناريامبينينا رئيسًا بعد انتخابات عام 2013 التي اعتبرها المجتمع الدولي نزيهة وشفافة. مدغشقر عضو في الأمم المتحدة والاتحاد الإفريقي ومجموعة التنمية لإفريقيا الجنوبية (SADC) والمنظمة الدولية للفرنكفونية.
تنتمي مدغشقر إلى مجموعة البلدان الأقل تقدماً، وفقاً للأمم المتحدة. الملغاشية والفرنسية هما اللغتان الرسميتان للدولة بينما تلتزم غالبية السكان بالمسيحية البروتستانتية. تعد السياحة البيئية والزراعة، المقترنة باستثمارات أكبر في التعليم والصحة والمؤسسات الخاصة، عناصر أساسية في إستراتيجية التنمية في مدغشقر. في عهد رافالومانانا، أنتجت هذه الاستثمارات نمواً اقتصادياً ملحوظاً، لكن الفوائد لم توزع بالتساوي على جميع السكان، مما أدى إلى توترات بشأن زيادة تكاليف المعيشة وتدني مستويات المعيشة بين الفقراء وبعض شرائح الطبقة الوسطى. اعتبارًا من 2017، أصبح الاقتصاد أضعف بسبب الأزمة السياسية بين 2009-2013، ولا يزال مستوى المعيشة منخفضا بالنسبة لغالبية سكان مدغشقر.

## أصل التسمية
اشتق اسم مدغشقر من الكلمة الفينيسية Madageiscar التي سجلت أول مرة في مذكرات الرحالة البندقي ماركو بولو في القرن الثالث عشر ترجمةً حرفية مشوهة لاسم العاصمة الصومالية مقديشو إلى اللغة الفينيسية، حيث خلط بولو الجزيرة بالمدينة الواقعة في القرن الإفريقي.

## التاريخ

### التاريخ القديم
جزءًا من شرق جندوانا، انفصلت أراضي مدغشقر عن إفريقيا منذ ما يقارب 160 مليون سنة، وجزيرة مدغشقر أنشئت عندما انفصلت عن شبه القارة الهندية منذ 80 إلى 100 مليون سنة مضت. معظم علماء الآثار يقدرون أن الاستيطان البشري في مدغشقر حدث ما بين عامي 200 و500 بعد الميلاد،  عندما استوطن الأسترونيزيون مدغشقر عقب قدومهم من موطنهم الأصلي بجنوب شرق آسيا البحري (ربما من بورنيو أو جنوب سولاوسي بإندونيسيا الحالية) على متن سفن شراعية. المستوطنون البانتويون ربما عبروا قناة موزمبيق إلى مدغشقر في نفس الوقت تقريبا، أو بعد ذلك بقليل. ومع ذلك، تشير التقاليد الملغاشية والأدلة العرقية إلى أنهم ربما يكون قد سبقهم جماعات صيادي ميكا. الأنتيمورو الذين أسسوا مملكة في جنوب مدغشقر في العصور الوسطى يرجع أصلهم إلى المهاجرين من الصومال.

### التاريخ الإسلامي
بدأت كتابة التاريخ في مدغشقر في القرن السابع،  عندما أنشأ المسلمون مراكز تجارية على طول الساحل الشمالي الغربي.
خلال العصور الوسطى، بدأ ملوك الجزيرة في توسيع نطاق سلطتهم من خلال التجارة مع جيرانهم على المحيط الهندي، لا سيما التجار العرب والفرس والصوماليين الذين وصلوا مدغشقر بشرق إفريقيا، والشرق الأوسط والهند. مشايخ كبيرة بدأت تسيطر على مساحات كبيرة من الجزيرة. من بينها مشيخة ساكالافا من مينابي، تركزت في ما يعرف الآن ببلدة موروندافا، وبوينا، تركزت في ما يعرف الآن عاصمة مقاطعة ماهاجانجا. امتد تأثير ساكالافا عبر ما يعرف الآن بمقاطعات أنتسيرانانا، ماهاجانجا وتوليارا. كانت مدغشقر بمثابة منفذ هام للتداول عبر المحيطات لساحل شرق إفريقيا التي أعطت إفريقيا طريقا تجاريا على طريق الحرير، وفي نفس الوقت عملت كميناء للسفن القادمة.

### العصور الوسطي
الثروة التي نمت في مدغشقر من خلال التجارة ساعدت على خلق نظام دولة يحكمها ملوك إقليميون أقوياء عرفوا باسم ماروسيرانا. هؤلاء الملوك اعتمدوا التقاليد الثقافية في أراضيهم وعملوا على توسيع ممالكهم. أخذوا العهد على مكانتها المقدسة، وأنشئت فئات من الحرفيين. عملت مدغشقر في شرق إفريقيا خلال العصور الوسطى كميناء للاتصال بالمدن السواحلية الأخرى مثل سفالة، كيلوا، ممباسا وزنجبار.

### التاريخ الحديث
الاتصال الأوروبي بدأ في العام 1500، عندما رأى القبطان البحري البرتغالي دياس ديوغو الجزيرة بعد أن انفصلت سفينته عن أسطول ذاهب إلى الهند. واصل البرتغاليون التجارة مع أهل الجزيرة وسموها جزيرة ساو لورنسو (سانت لورانس). في عام 1666، أبحر فرانسوا كارون المدير العام لـ شركة الهند الشرقية الفرنسية المكونة حديثا، أبحر إلى مدغشقر. الشركة لم تتمكن من إقامة مستعمرة في مدغشقر ولكن أنشأت بعض الموانئ على الجزر القريبة مثل بوربون وإيل دي فرانس (المعروفة اليوم بـ ريونيون وموريشيوس). في أواخر القرن السابع عشر، أنشأت الشركة الفرنسية مكاتب تجارية على طول الساحل الشرقي. يوتوبيا القراصنة وهم الأكثر شهرة بزعامة البحار ميشان وطاقمه القراصنة زعموا أنهم أسسوا مستعمرة حرة في ليبيرتاتيا في شمال مدغشقر في أواخر القرن السابع عشر. من حوالي 1774 حتى 1824، كانت مدغشقر مقصد مفضّل للقراصنة، بما في ذلك الأمريكيين، واحد منهم جلب الأرز الملغاشي إلى ولاية كارولينا الجنوبية. العديد من البحارة الأوروبيين كانوا غرقى على سواحل الجزيرة، من بينهم روبرت دروري، صاحب المجلة التي هي واحدة من القلائل التي حوت أوصاف مكتوبة للحياة في جنوب مدغشقر خلال القرن الثامن عشر. كان البحارة أحيانا يسمون مدغشقر «جزر القمر».

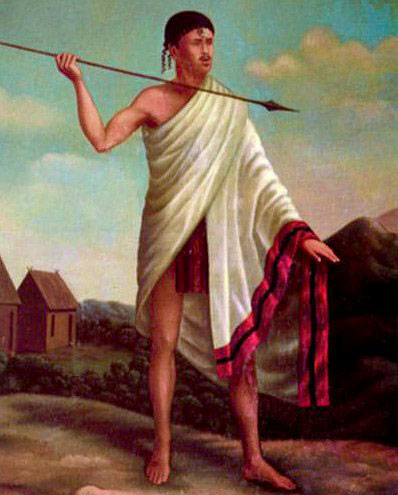
أندريان أمبويني ميرينا (1795-1819).
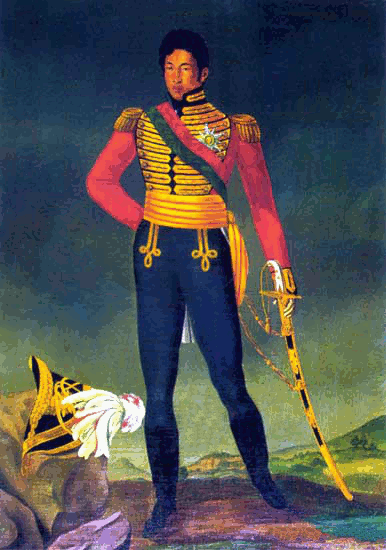
راداما الأول (1810-1828)
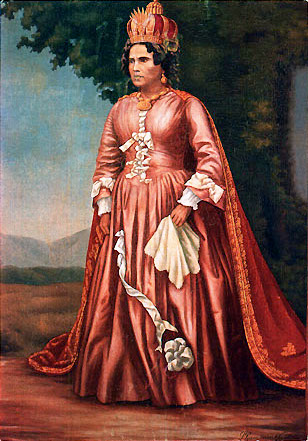
رانافالونا الأولى (1828-1861)
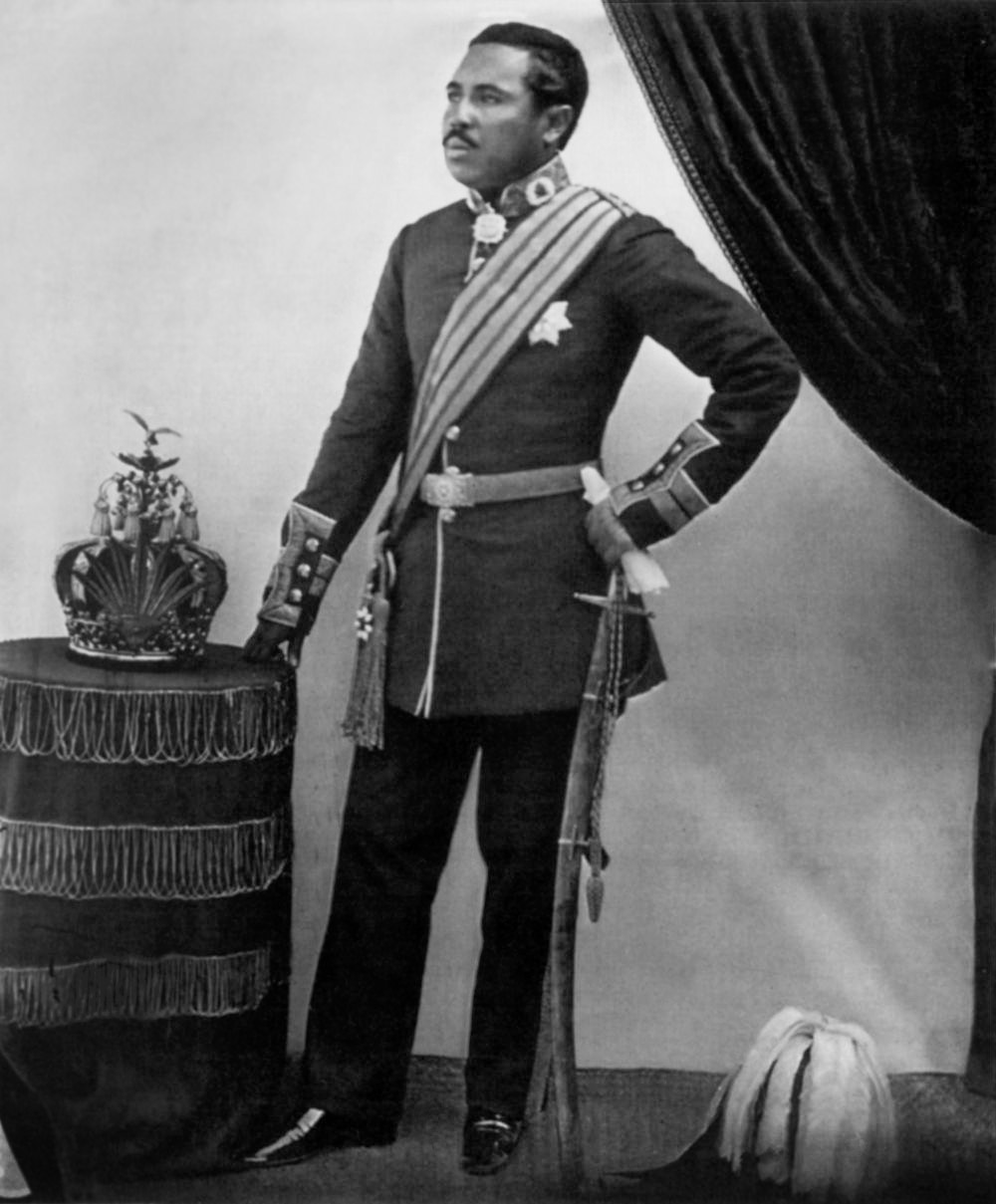
راداما الثاني (1861-1863)
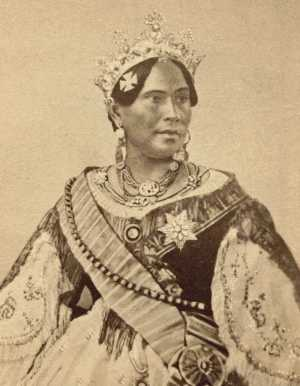
راسوهيرينا(1863-1868)
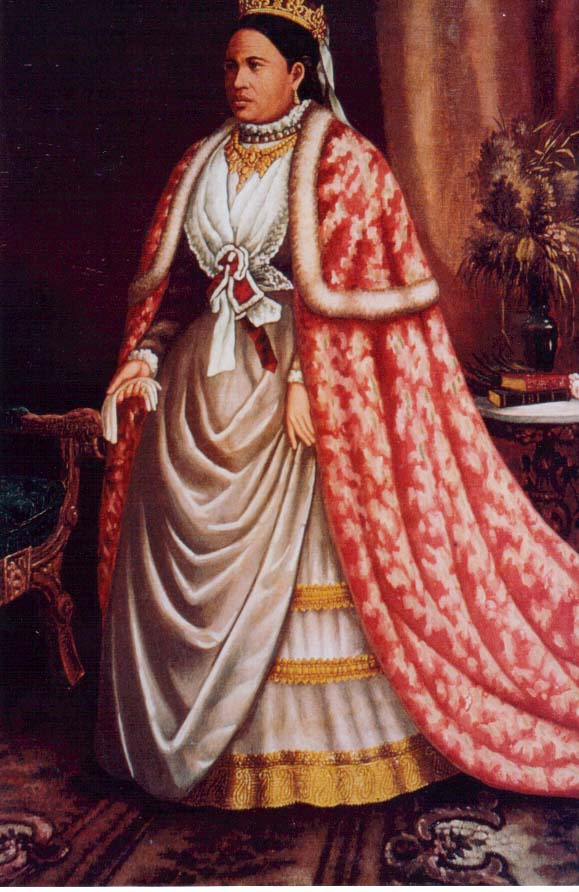
رانافالونا الثانية (1868-1883)
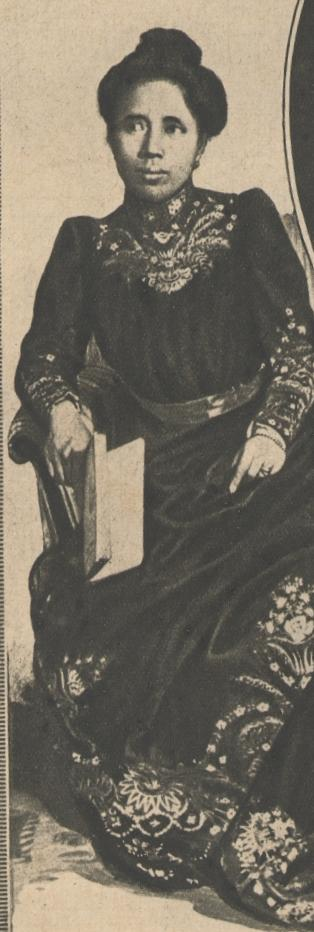
رانافالونا الثالثة (1883-1897)

منذ بداية التسعينيات من القرن الثامن عشر، نجح حكام الميرينا في ترسيخ هيمنتهم على معظم أنحاء الجزيرة، بما في ذلك الساحل. في عام 1817، أبرم حاكم ميرينا مع الحاكم البريطاني لموريشيوس معاهدة إلغاء تجارة الرقيق، والتي كان لها دور هام في اقتصاد مدغشقر. في المقابل تلقت الجزيرة المساعدة العسكرية والمالية من بريطانيا. ظل النفوذ البريطاني قويا على مدى عدة عقود، حولت خلالها محكمة ميرينا إلى برسبترينيسم، والكنيسة الإنجليكانية
مع السيطرة على المحيط الهندي من البحرية الملكية ونهاية تجارة الرقيق العربية، فقدت الساكالافا الغربية قدرتها على ضم دولة ميرينا. والبيتسيميساراكا من الساحل الشرقي أيضا توحدت، ولكن هذه الوحدة سرعان ما تعثرت.
الملكة رانافالونا الأولي سميت «رانافالونا البطاشة» (حكمت 1828-1861) أصدرت مرسوما ملكيا يحظر ممارسة المسيحية في مدغشقر. حسب بعض التقديرات، 150000 مسيحي قتل في عهد رانافالونا. أصبحت الجزيرة أكثر عزلة، والتجارة مع الدول الأخرى وصلت إلى طريق مسدود.
غزت فرنسا مدغشقر في عام 1883، في ما أصبح يعرف باسم الحرب الفرنسية الهوفية الأولى التي تسعى إلى إعادة الممتلكات التي صودرت من المواطنين الفرنسيين. (Hova هي واحدة من الفئات الثلاث في الميرينا: أندريانا—الارستقراطية، هوفا—عامة الناس، انديفو—العبيد. وكان لفظ هوفا يستخدمه الفرنسيون ويعنون به ميرينا.) في نهاية الحرب، تنازلت مدغشقر لفرنسا عن أنتسيرانانا (دييغو سواريز) على الساحل الشمالي، ودفعت 560,000 فرنك إلى ورثة جوزيف فرانسوا لامبرت. في عام 1890، وافقت بريطانيا على فرض رسمي كامل للوصاية الفرنسية.
في عام 1895، هبط عمود طائر فرنسي في ماهاجانغا (ماجونجا) وساروا إلى العاصمة انتاناناريفو، حيث المدافعين عن المدينة وسرعان ما استسلموا. عشرون جنديا فرنسيا قتلوا في المعارك وتوفي 6000 آخرون من الملاريا وغيرها من الأمراض قبل أن تنتهي الحرب الفرانكو-هوفا الثانية.
بعد انتهاء الأعمال العدائية، في عام 1896 قام المستعمرون الفرنسيون بضمّ جزيرة مدغشقر إلى فرنسا. وانتهى حكم الميرينا الملكي بعد 103 عامًا بإرسال العائلة المالكة إلى المنفى في الجزائر.
خلال الحرب العالمية الثانية، خاضت القوات الملغاشية الحرب في فرنسا، إلى جانب المغرب وسوريا، اقترح بعض القادة في ألمانيا النازية ترحيل كل يهود أوروبا لمدغشقر (خطة مدغشقر)، ولكن شيئا من هذا لم يحدث. بعد أن انهزمت فرنسا من ألمانيا، تولت حكومة فيشي حكم مدغشقر. خلال معركة مدغشقر، احتلت القوات البريطانية الجزيرة في عام 1942 للحيلولة دون استيلاء اليابانيين عليها، ومن بعدها تولت فرنسا الحرة الحكم.
في عام 1947، مع ضياع هيبة فرنسا اندلعت الانتفاضة الملغاشية. لقد كانت مكبوتة بعد أكثر من عام من القتال المرير مع 8000 إلى 90,000 شخصاً. أنشأت فرنسا في وقت لاحق مؤسسات إصلاحية في عام 1956 في إطار لوي كادر (قانون إصلاح عبر البحار)، وانتقلت مدغشقر سلميا نحو الاستقلال. وأعلنت جمهورية مدغشقر يوم 14 أكتوبر عام 1958، بوصفها دولة مستقلة داخل المجتمع الفرنسي. وانتهت مدة العضوية مع الحكومة المؤقتة باعتماد دستور عام 1959، والاستقلال التام في 26 يونيو 1960. في عام 2006 شهدت البلاد محاولة انقلاب.

## السياسة
على الرغم من أن رئيس الدولة الحالي قد نصب نفسه بنفسه، فمدغشقر جمهورية ديمقراطية تمثيلية شبه رئاسية، حيث أن رئيس وزراء مدغشقر هو رئيس الحكومة، وتقوم على نظام تعدد الأحزاب. وتمارس الحكومة السلطة التنفيذية.السلطة التشريعية يتولاها كل من الحكومة ومجلس الشيوخ والجمعية الوطنية. والسلطة القضائية مستقلة عن السلطتين التنفيذية والتشريعية.
الوضع السياسي في مدغشقر متسم بالصراع من أجل الحكم. بعد أن حصلت مدغشقر على استقلالها عن فرنسا عام 1960 حدثت الاغتيالات والانقلابات العسكرية والانتخابات المتنازع عليها بشكل واضح.
استولى ديدييه راتسيراكا على السلطة في انقلاب عسكري عام 1975، وحكم البلاد حتى عام 2001، مع استراحة قصيرة عندما أطيح به في وقت أوائل التسعينيات. عندما زعم كل من مارك رافالومانانا وراتسيراكا فوزهما بعد الانتخابات الرئاسية في ديسمبر عام 2001، حاول مؤيدو راتسيراكا حصار العاصمة انتاناناريفو، والتي كانت موالية لرافالومانانا. بعد ثمانية أشهر من أعمال العنف المتفرقة مع حدوث أزمة اقتصادية كبيرة، أعيد فرز الأصوات في نيسان / أبريل عام 2002 وأعلنت المحكمة الدستورية العليا رافالومانانا رئيسًا، ولكنه لم يتول الرئاسة حتى تموز / يوليو حيث هرب راتسيراكا إلى فرنسا ليتمكن رافالومانانا السيطرة على البلاد.
الصراع الداخلي في مدغشقر كان في أهدأ حالاته في السنوات التي تلت ذلك ومنذ عام 2002 سيطر رافالومانانا وحزبه Tiako -I- Madagasikara (تيم) على الحياة السياسية. في محاولة للحد من سلطة ونفوذ الرئيس أُسند قدر أكبر من السلطة لرئيس الوزراء والبرلمان المؤلف من 150 مقعداً في السنوات الأخيرة.
كان التوتر يرتبط عمومًا بالانتخابات. أجريت انتخابات رئاسية في ديسمبر كانون الأول عام 2006 مع بعض الاحتجاجات على تدهور مستويات المعيشة، على الرغم من حملة الحكومة للقضاء على الفقر. كان جنرال متقاعد بالجيش قد طالب رافالومانانا في نوفمبر تشرين الثاني 2006 بالتنحي، قيل إنها 'أُسيئ تفسيرها' بأنها محاولة انقلاب.

### احتجاجات الملغاشية 2009
سلسلة من أعمال العنف دارت بين الرئيس مارك رافالومانانا ضد أندريه راجولينا، الرئيس السابق لبلدية العاصمة انتاناناريفو. منذ أن بدأ صراع السلطة في 26 كانون الثاني / يناير لقي أكثر من 170 شخصًا مصرعهم. حشد راجولينا أنصاره إلى النزول إلى شوارع أنتاناناريفو لمطالبة رافالومانانا بالتنحي اعتراضًا على النظام الحكومي الذي وصفه بـ«المستبد».

### استقالة رافالومانانا
بعد أن خسر دعم الجيش وتحت ضغوط مكثفة من راجولينا، استقال الرئيس رافالومانانا في 17 مارس 2009. وأسند سلطاته إلى مجلس عسكري موال له برئاسة نائب الأميرال هيبولايت راماروسون. ووصف الجيش خطوة رافالومانانا بأنها «خدعة»، وقال إنها ستدعم راجولينا زعيمًا. وراجولينا سبق أن أعلن نفسه زعيمًا جديدا في الشهر السابق، ومنذ ذلك الحين تولى منصب القائم بأعمال الرئيس. وقد عين مونجا رويندفو في منصب رئيس الوزراء. راجولينا أعلن أن الانتخابات ستجرى في غضون عامين، وبأن الدستور سوف يُعدل.
رفض الاتحاد الأوروبي، من بين الكيانات الدولية الأخرى الاعتراف بالحكومة الجديدة نظراً لأنها تُنصب القوة. كما انتقد الاتحاد الإفريقي، والذي شرع في تعليق عضوية مدغشقر في الاتحاد يوم 20 مارس وكذلك في «مجموعة تنمية الجنوب الإفريقي» على حد سواء، انتقد الاستقالة القسرية لرافالومانانا. وقال المتحدث باسم الأمين العام للأمم المتحدة بان كي مون إنه «يشعر بقلق بالغ إزاء التطورات المستجدة في مدغشقر».

## التقسيمات الإدارية
مدغشقر حالياً مقسمة إلى 23 إقليماً بعد حل ست مناطق تمتعت بالحكم الذاتي، وهذه المناطق أُنشئت في عام 2004. الأقاليم ستكون أعلى مستوى بعد تقسيم المحافظات وحلها وفقًا لنتائج استفتاء 4 أبريل 2007، وهو ما يعني بحلول 4 أكتوبر 2009.
| - تناناريف (1) انالامانجا بونجولافا ايتاسي فاكينانكارترا - أنتسيرانانا (2) ديانا سافا | - فيانارانتسوا (3) أموروني مانيا اتسيمو اتسينانانا هوت ماتسياترا ايورومبي فاتوفافي فيتوفيناني - ماهاجانغا (4) بيتسيبوكا بويني ميلاكي صوفيا | - تواماسينا (5) ألوترا مانغورو انالانجيروفو اتسينانانا - توليارا (6) اندروي أنوسي اتسيمو اندريفانا مينابي |

الأقاليم قسمت إلى 116 مقاطعة، 1,548 بلدية، و16,969 حي. المدن الكبرى لديها وضع خاص باسم «البلديات الحضرية»، في نفس مستوى المقاطعات.

## الجغرافيا

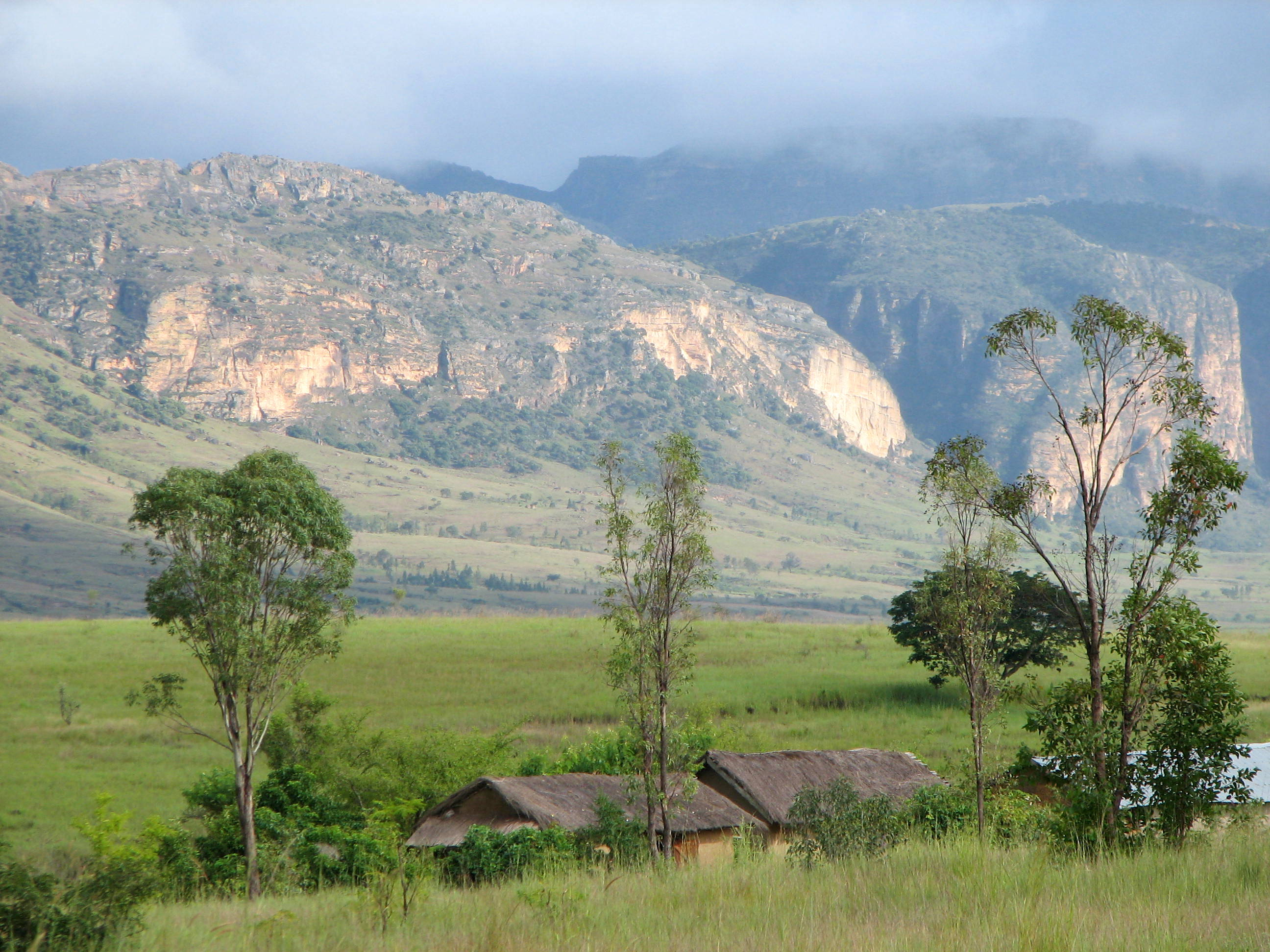
حديقة إيزالو الوطنية

تبلغ مساحة مدغشقر 587,000 كم مربع[بحاجة لمصدر] وهي بذلك تكون الدولة السادسة والأربعين من حيث المساحة وهي كذلك رابع أكبر جزيرة في العالم، وهي واحدة من 11 مقاطعة منفصلة في هضبة جنوب إفريقيا.
في اتجاه الشرق، جرف حاد يؤدي من المرتفعات الوسطى إلى أسفل داخل شريط من الغابات المطيرة مع ساحل ضيّق في أقصى الشرق. قناة بنجلانيس هو سلسلة من البحيرات الطبيعية والصناعية المتصلة بواسطة القنوات التي تمتد بمحاذاة الساحل الشرقي لحوالي 460 كم (285 ميل) (حوالي ثلثي الجزيرة). المنحدر من المرتفعات الوسطى نحو الغرب هو أكثر تدرجا، مع بقايا الغابات الموسمية سهول الحشائش الشبيهة بـ السافانا (التي كانت في الجنوب والجنوب الغربي، وهي حشائش جافة تستضيف النباتات الشوكية الصحراوية والباوباب). على الساحل الغربي العديد من المرافئ البحرية المحمية، ولكن ترسبات الطمي تمثل مشكلة رئيسية سببها الرواسب الناجمة عن المستويات العالية للتآكل في اتجاه اليابس.
على قمة تلة تقع هذه المرتفعات الوسطى، وهي منطقة هضبية تتراوح في الارتفاع بين 2450 إلى 4400 قدم (750 إلى 1350 متر) فوق مستوى سطح البحر. تتميز المرتفعات الوسطى بوديان الأرز المدرجة الواقعة بين الجبال الجرداء. هناك التربة الحمراء لاتيريت التي تغطي جزء كبيراً من الجزيرة قد تعرضت للتآكل، والتي تبين بوضوح سبب تسمية هذا البلد باسم «الجزيرة الحمراء».
وأعلى قمة في الجزيرة ماروموكوترو على ارتفاع 2,876 متر، وجدت في كتلة تساراتانانا الصخرية وتقع في أقصى شمال البلاد. كتلة انكارتارا الصخرية تقع في منطقة وسط جنوب العاصمة أنتاناناريفو وبها ثالث أعلى جبل في الجزيرة، تسيافا جوفونا، بارتفاع 2,642 متر إلى الجنوب تقع الكتلة الصخرية اندرينجيترا وبها قمم عديدة أعلى من 2,400 متر بما في ذلك ثاني ورابع أعلى القمم في مدغشقر، بيك إيماريفولانيترا، المعروفة على نطاق أوسع بـ بيك بوبي (2,658 متر)، وقمة بيك بوري (2,630 متر)قمم أخرى في هذه الكتلة الصخرية تشمل بيك سواندرا (2,620 متر) وبيك ايفانجومينا (2,556 متر)كما تحتوي هذه الكتلة أيضا على محمية اندرينجيترا. في أوقات نادرة جدا، تسقط الثلوج على المنطقة في فصل الشتاء نظرا للعلو الشاهق.
هناك فصلان: موسم حار مطير من نوفمبر إلى أبريل وموسم بارد وجاف من مايو إلى أكتوبر. الرياح التجارية الجنوبية الشرقية هي السائدة في البلاد، وقد تواجه الجزيرة أحيانا بعض الأعاصير.

### علم البيئة

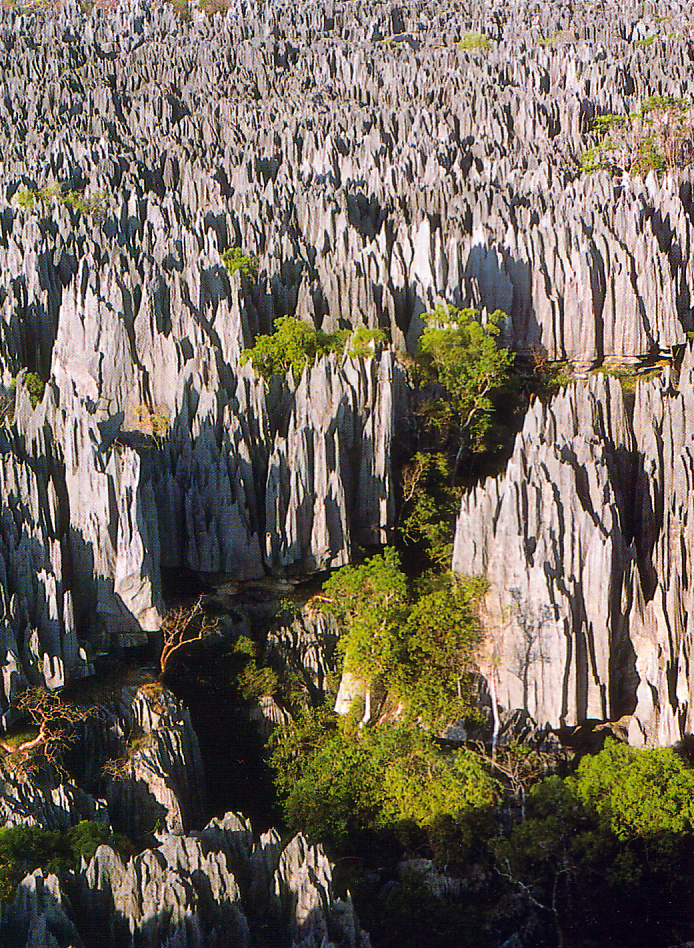
تسينجي في مدغشقر

أدّى انعزال مدغشقر عن القارات المجاورة لفترة طويلة إلى مزيج فريد من النباتات والحيوانات، العديد منها لا يوجد في أي مكان آخر في العالم، بعض علماء البيئة يشيرون إلى مدغشقر بأنها القارة «الثامنة». من أصل 10000 نبات مستوطن في مدغشقر، 90% منها لا توجد في أي مكان آخر في العالم. الحياة الحيوانية والنباتية المتنوعة في مدغشقر معرضة للخطر بسبب النشاط البشري، حيث أن ثلث الزراعة المحلية قد اختفت منذ السبعينيات، و18% منها فقط لا يزال سليما. منذ وصول البشر منذ 2000 سنة، فقد فقدت مدغشقر أكثر من 90% من الغابات الاصلية. طيور الفيل، والتي كانت طيورا عملاقة غير قادرة على الطيران إلى مدغشقر، انقرضت على الأقل منذ القرن السابع عشر. طائر الفيل كان أكبر الطيور في العالم، ويعتقد أن طوله يتعدى ثلاثة أمتار. له متنزهات وطنية عديدة.
معظم الليمور تدرج على أنها مهددة بالانقراض. وبالفعل انقرضت كثير من الأنواع في القرون الماضية، ويرجع ذلك أساسًا إلى تدمير مساكنها وصيدها.
في الجانب الشرقي، أو مهب الريح من الجزيرة تنمو الغابات الاستوائية المطيرة، في حين أن الجانبين الغربي والجنوبي، واللذان يقعان في ظل المطر من المرتفعات الوسطى، يعدان موطنا للغابات الاستوائية الجافة، والغابات الشوكية، والصحاري ومناطق الشجيرات. حوفظ على الغابات الموسمية الجافة عمومًا أفضل من الغابات المطيرة الشرقية أو الهضبة الوسطى، ويفترض ذلك بسبب الكثافة السكانية المنخفضة.

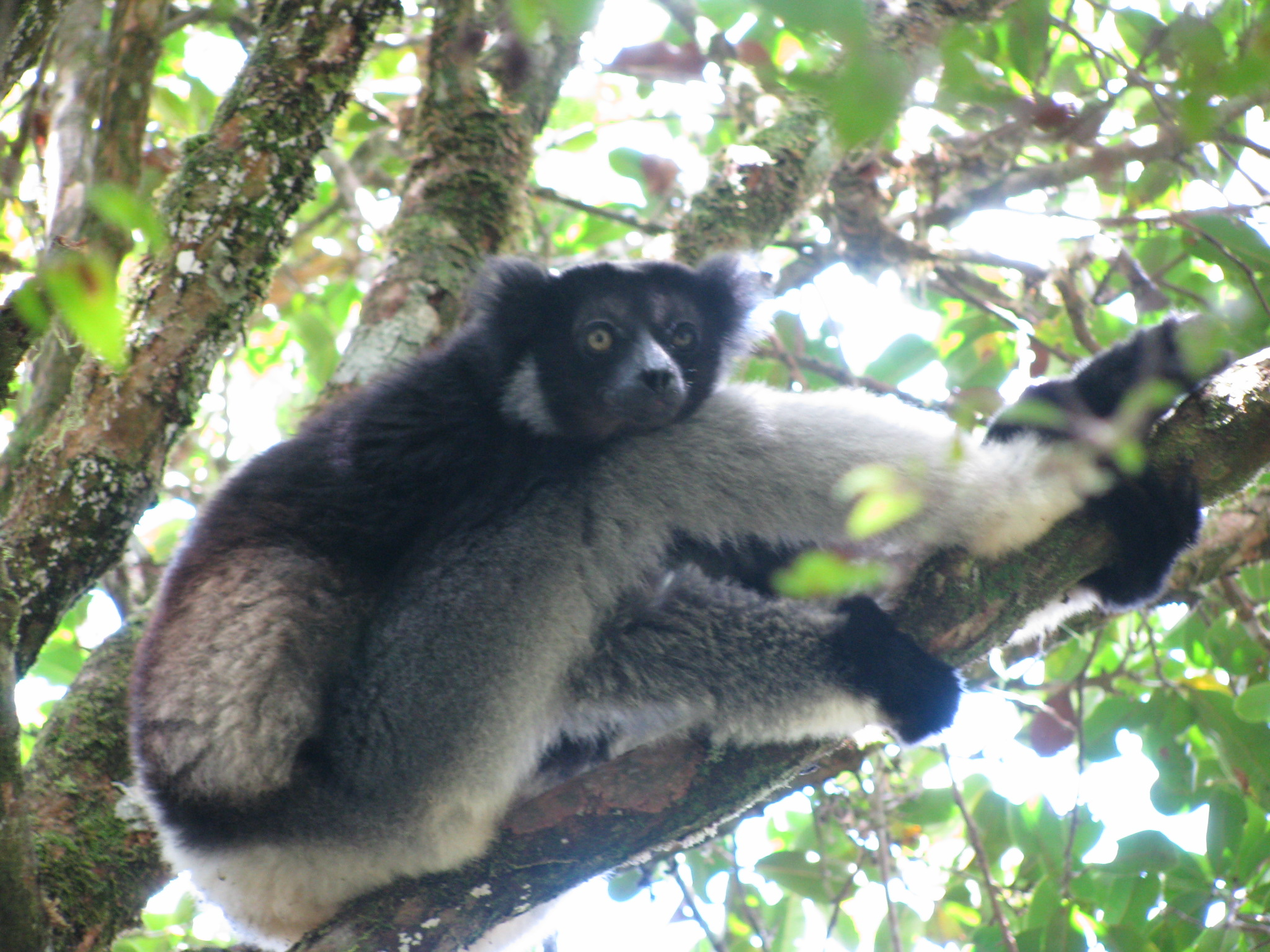

تُزال الغابات على نطاقات واسعة في أجزاء من البلاد، بسبب بعض عمليات التعدين. أنشطة القطع والحرق، ما يسمى محليًا تافي، قد وقع في الغابات الجافة الشرقية والغربية وكذلك على الهضبة الوسطى، مما أدى إلى إزالة مساكن الحيوانات في الغابات والضغط على بعض الأنواع المهددة بالانقراض. القطع والحرق هي الطريقة التي يستخدم المزارعون المتنقلون أحيانا لخلق حصاد على المدى القصير من التربة الهامشية. عندما تمارس هذه العملية مراراً وتكراراً دون أن يتخللها فترات إراحة للأرض، تفنى المواد الغذائية من التربة وتصبح غير منتجة. زيادة الجريان السطحي للمياه من الأراضي المحترقة تسبب في تآكل كبير للتربة أدى إلى ارتفاع الترسيب في الأنهار الغربية.
كجزء من جهود الحفظ، جمعية حماية الحياة البرية افتتحت مؤخرًا معرض مدغشقر في حديقة حيوان برونكس كما نشرت أكاديمية نيويورك للعلوم نشرت مؤخراً بودكاست عن معرض مدغشقر الذي يعطي تفاصيل عن الحيوانات والنباتات في مدغشقر وأنواع المشاريع التي تقوم بها جمعية الحفاظ على الحياة البرية في البلاد. ويمكنك الاستماع إلى البودكاست من هنا
مدغشقر تتمثل في مقياس الترميز الجغرافي في FIPS 10-4 بالرمز MA.

## الاقتصاد

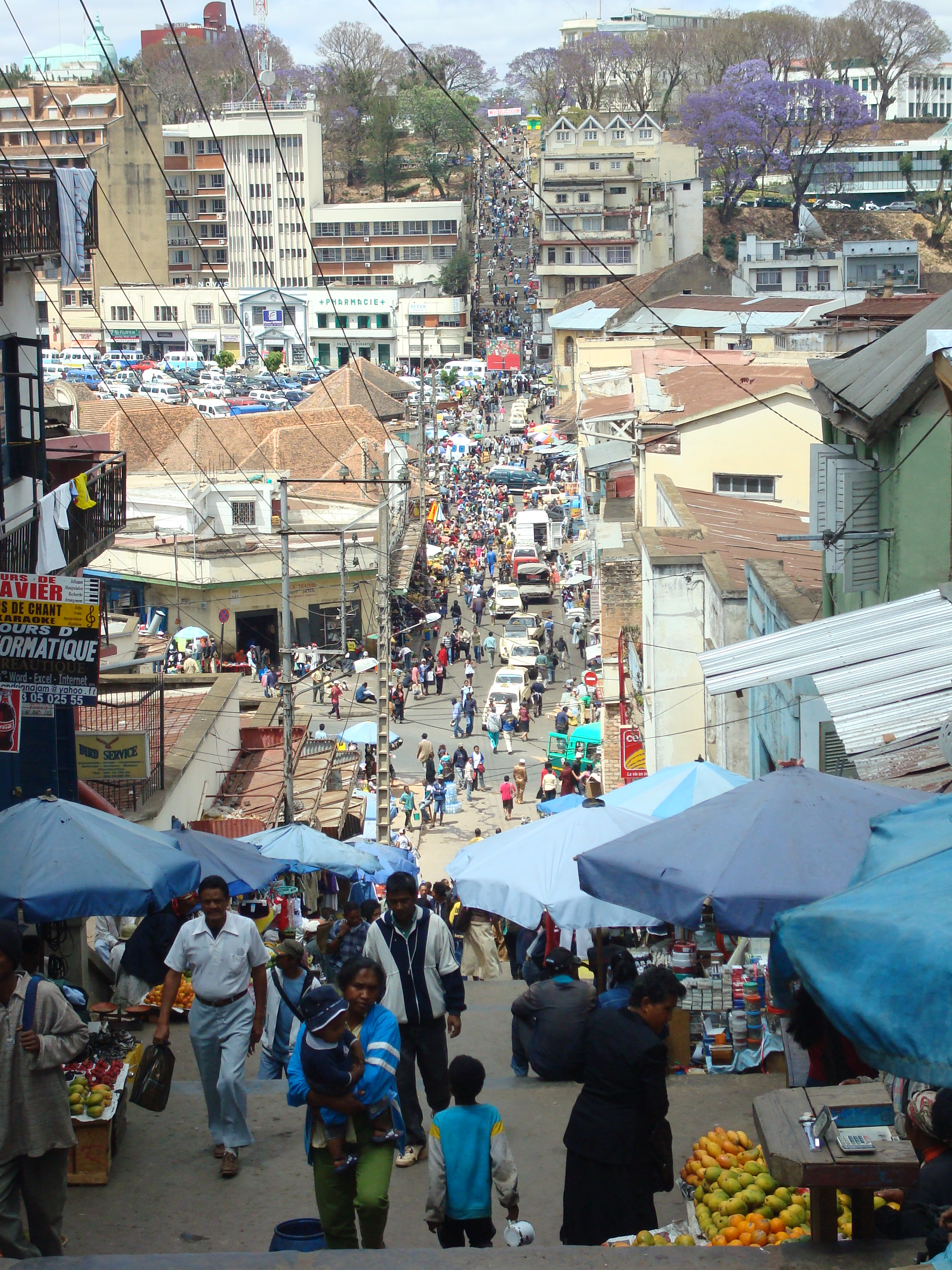
انتاناناريفو هي العاصمة السياسية والاقتصادية في مدغشقر

الزراعة، بما في ذلك صيد الأسماك والحراجة، هي الدعامة الأساسية للاقتصاد. الصادرات الرئيسية هي القهوة، والفانيليا (مدغشقر هي أكبر دولة في العالم منتجة ومصدرة للفانيليا)، والقرنفل، وقصب السكر، والكاكاو، والأرز، والكسافا و (التابيوكا)، والفاصولياء، والموز، والفول السوداني والمنتجات الحيوانية. تعتبر الفانيليا ذات أهمية خاصة تاريخيا، ففي عام 1985 عندما كوكا كولا تحولت إلى نيو كوك التي تحتوي على فانيليا أقل تراجع اقتصاد مدغشقر تراجعا ملحوظا، لكنه عاد إلى مستوياته السابقة بعد عودة كوك كلاسيك.
بدأ الإصلاح الهيكلي في أواخر الثمانينيات، في البداية تحت ضغط من المؤسسات المالية الدولية، ولا سيما البنك الدولي. برنامج الخصخصة الأولي (1988-1993) وتطوير نظام منطقة تجهيز الصادرات في وقت مبكر من التسعينيات كان لهما أكبر الأثر في هذا الإصلاح. فترة من الركود الكبير من 1991 حتىٰ 1996 تلتها خمس سنوات من النمو الاقتصادي القوي وتسريع الاستثمار الأجنبي. على الرغم من الإصلاحات الهيكلية المتقدمة، إلا أن الحكم لا يزال ضعيفا والفساد في مدغشقر مرتفع للغاية. خلال فترة النمو القوي من 1997 إلى 2001، ظلت مستويات الفقر مرتفعة، لا سيما في المناطق الريفية. تفجرت أزمة سياسية لمدة ستة أشهر نتيجة الخلاف حول نتائج الانتخابات الرئاسية التي جرت في ديسمبر عام 2001. تسببت الأزمة في توقف النشاط الاقتصادي في أنحاء كثيرة من البلاد في النصف الأول من عام 2002. انخفض الناتج المحلي الإجمالي الحقيقي بنسبة 12.7% لعام 2002، وكذلك انخفضت تدفقات الاستثمارات الأجنبية بشكل حاد، لقد شوهت الأزمة سمعة مدغشقر باعتبارها عضواً بارزاً في أغوا ومكاناً واعدًا للاستثمار. بعد الأزمة، انتعش الاقتصاد مع نمو الناتج المحلي الإجمالي من أكثر من 10% في عام 2003. تخفيض قيمة العملة وارتفاع معدل التضخم في عام 2004 أعاقا الأداء الاقتصادي، ولكن النمو لهذا العام بلغ 5.3%، مع ارتفاع معدلات التضخم لتصل إلى نحو 25% في نهاية العام. التضخم في عام 2005 تمت السيطرة عليه عن طريق سياسة نقدية صارمة لرفع الإخراج الضريبي (سعر البنك المركزي) إلى 16% وتشديد متطلبات الاحتياطي للمصارف. وبالتالي كان من المتوقع أن يصل النمو إلى نحو 6.5% في عام 2005.
في أعقاب الأزمة السياسية عام 2002، حاولت الحكومة تحديد مسار جديد وبناء الثقة وذلك بالتنسيق مع المؤسسات المالية الدولية والجهات المانحة. وضعت مدغشقر خطة الإنعاش بالتعاون مع القطاع الخاص والجهات المانحة وقُدمت في مؤتمر «مجموعة أصدقاء مدغشقر» المؤتمر الذي نظمه البنك الدولي في باريس في تموز / يوليو 2002. وقد برهنت الدول المانحة على الثقة في الحكومة الجديدة من خلال التعهد بتقديم مليار دولار من المساعدات على مدى خمس سنوات. حددت الحكومة الملغاشية البنية التحتية للطرق ضمن أولوياتها وأكدت التزامها بالشراكة بين القطاعين العام والخاص من خلال إنشاء لجنة توجيهية مشتركة بين القطاعين العام والخاص.

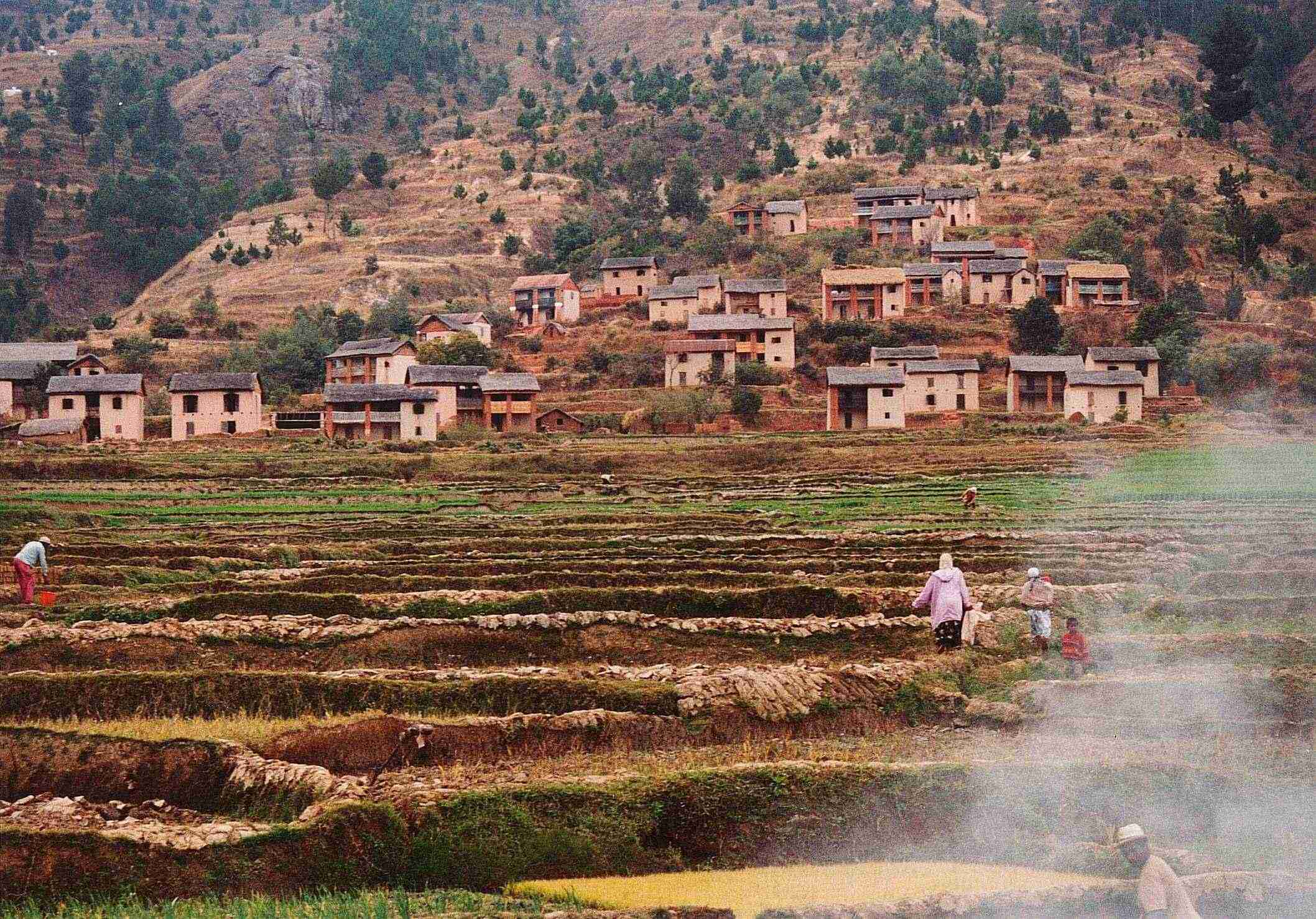
حقول الأرز في مدغشقر

في عام 2000، شرعت حكومة مدغشقر في إعداد وثيقة إستراتيجية الحد من الفقر في إطار مبادرة لإنقاذ البلدان الفقيرة المثقلة بالديون. صرحت لجان من صندوق النقد الدولي والبنك الدولي في ديسمبر 2000 بأن البلاد قد وصلت إلى نقطة اتخاذ القرار لتخفيف عبء الديون بموجب مبادرة البلدان الفقيرة المثقلة بالديون وحددت مجموعة من الشروط لمدغشقر للوصول إلى نقطة الإنجاز. في أكتوبر 2004، صرحت لجان من صندوق النقد الدولي والبنك الدولي بأن مدغشقر قد وصلت إلى نقطة الإنجاز في إطار المبادرة المعززة.
شُكل مجلس الأعمال المشترك بين مدغشقر والولايات المتحدة وذلك بالتعاون بين وكالة الولايات المتحدة للتنمية الدولية USAID وبين المنتجين والحرفيين في مدغشقر في عام 2002. شُكل هذا المجلس في الولايات المتحدة في مايو 2003، وتواصل المنظمتان استكشاف سبل للعمل لصالح كلا المجموعتين.
سعت حكومة الرئيس رافالومانانا بقوة إلى جذب الاستثمارات الأجنبية والتصدي لكثير من العقبات التي تعترض هذا النوع من الاستثمار وذلك عن طريق مكافحة الفساد، وإصلاح قوانين ملكية الأرض، وتشجيع دراسة تقنيات الأعمال الأمريكية والأوروبية، والسعي النشط لجذب المستثمرين الأجانب. برز الرئيس رافالومانانا من خلال شركة تيكو للزراعة والأغذية، وهو يحاول تطبيق العديد من الدروس المستفادة في عالم الأعمال في إدارة الحكومة. بعض المخاوف الأخيرة نتجت عن تضارب في الاهتمامات بين سياساته وأنشطة شركاته. الأبرز من بين هذه المخاوف هو بخصوص المعاملة التفضيلية للواردات من الأرز التي بدأتها الحكومة في أواخر عام 2004 تعويضا عن نقص الإنتاج في البلاد.
تتمثل مصادر النمو الاقتصادي في البلاد في السياحة؛ والغزل والنسيج وصادرات الصناعة التحويلية الخفيفة (ولا سيما من خلال مناطق تجهيز الصادرات)؛ والمنتجات الزراعية، والتعدين. مدغشقر هي البلد الرائد في إنتاج الفانيليا ويمثل نحو نصف الصادرات للسوق الدولية. تسعى مدغشقر لتنشيط سوق السياحة البيئية، والاستفادة من التنوع البيولوجي الفريد فيها، والموائل الطبيعية للحيوانات، والمتنزهات الوطنية وفصائل الليمور. تشكل الصادرات من مناطق تجهيز الصادرات، التي تقع بالقرب من أنتاناناريفو وأنتسيرابي، تشكل الأغلبية في تصنيع الملابس الجاهزة، لاستهداف سوق الولايات المتحدة بموجب قانون أغوا والأسواق الأوروبية في إطار اتفاقية كل شيء إلا الأسلحة. وتتألف الصادرات الزراعية من المنتجات صغيرة الحجم عالية القيمة مثل الفانيليا وليتشي والزيوت. يقوم جزء صغير ولكن متزايد من الاقتصاد على التعدين من إلمينيت، من خلال استثمارات في السنوات الأخيرة، لا سيما بالقرب من توليارا وفورت دوفين. شركة التعدين ريو تينتو جروب تتوقع أن تبدأ عمليات بالقرب من فورت دوفين في عام 2008، بعد سنوات عديدة من إعداد البنية التحتية. مشروع التعدين مثير جدا للجدل مع جمعية أصدقاء الأرض وغيرها من المنظمات البيئية التي تقدم تقارير تفصيلية عن قلقها إزاء الآثار الضارة على البيئة والمجتمعات المحلية.

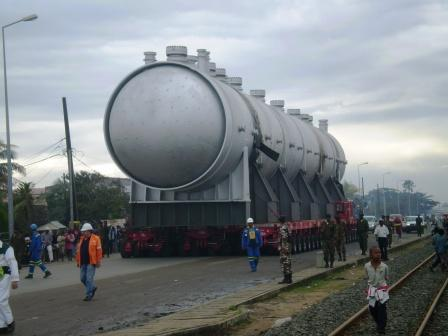
اوتوكلاف يدخل مدغشقر، 2008، كجزء من عملية التعدين الجديدة

 عدة مشاريع كبرى تجري حاليا في قطاعات التعدين والنفط والغاز مما سيعطي دفعة كبيرة لاقتصاد مدغشقر في حال نجاحها.
في قطاع التعدين، تشمل هذه التنمية الفحم في ساكوا والنيكل قرب تاماتاف. في مجال النفط، مدغشقر للزيت تطور الحقول البرية الضخمة للنفط الثقيل في تسيميرورو وحقول النفط الثقيل جدا في بيمولانجا.
احتلت مدغشقر المرتبة 107 في مؤشر الابتكار العالمي عام 2023. لكنها تراجعت للمركز 110 وفق مؤشر عام 2024.

## العلاقات الخارجية
كان ينظر إلى مدغشقر تاريخياً بأنها على هامش الاهتمامات بالشؤون الإفريقية على الرغم من كونها عضواً مؤسسًا لمنظمة الوحدة الإفريقية، التي تأسست في عام 1963. من عام 1978 إلى عام 1991، أكد الرئيس راتسيراكا الاستقلال وعدم الانحياز وتابع سياسة «كل النقاط» مشددا على العلاقات مع النظم الاشتراكية والراديكالية، بما في ذلك كوريا الشمالية، كوبا، ليبيا، وإيران. ولكن الرئيس ألبرت زافي، الذي تولى منصبه في عام 1993، أعرب عن رغبته في إقامة علاقات دبلوماسية مع جميع البلدان. في مطلع ولايته، أقام زافي علاقات رسمية مع كوريا الجنوبية وأرسل مبعوثين إلى المغرب.
بدء من عام 1997، شجعت العولمة الحكومة والرئيس راتسيراكا على الانضمام إلى السياسات الموجهة نحو السوق والدخول إلى الأسواق العالمية. العلاقات الخارجية تعكس هذا الاتجاه، على الرغم من أن العزلة الطبيعية لمدغشقر والميول الانعزالية التقليدية القوية حدت من نشاطها في المنظمات الاقتصادية الإقليمية وعلاقاتها مع جيرانها في شرق إفريقيا. إنها تتمتع علاقات جيدة وقوية بوجه عام مع جيران المحيط الهندي -- موريشيوس، ريونيون، وجزر القمر. العلاقات مع أوروبا، وخاصة فرنسا، وألمانيا، وسويسرا، وكذلك مع بريطانيا، وروسيا، واليابان، والهند والصين أصبحت قوية ونشطة منذ الاستقلال. وفي الآونة الأخيرة، أقام الرئيس رافالومانانا صلات قوية مع الولايات المتحدة، وكانت مدغشقر هي أول بلد مستفيدة من حساب تحدي الألفية. مدغشقر أيضا عضو في المحكمة الجنائية الدولية مع اتفاق الحصانة الثنائية لحماية القوات العسكرية للولايات المتحدة (التي تغطيها المادة 98).
في عام 2002 حُلت منظمة الوحدة الإفريقية وليحل محلها «الاتحاد الإفريقي». لم يكن مسموحًا لمدغشقر حضور أول قمة للاتحاد الإفريقي بسبب الخلاف على نتائج الانتخابات التي جرت في ديسمبر عام 2001، ولكنه انضم للاتحاد الإفريقي في يوليو 2003 بعد توقف دام 14 شهرًا بسبب الأزمة السياسية 2002. ومع ذلك، علق الاتحاد الإفريقي مدغشقر مرة أخرى في مارس عام 2009 بسبب الأزمة السياسية المستمرة.
خلال فترة رئاسته، سافر مارك رافالومانانا على نطاق واسع لتحسين صورة مدغشقر بالخارج والسعى إلى تعزيز العلاقات مع البلدان الناطقة بالإنجليزية كوسيلة لتحقيق التوازن مع النفوذ الفرنسي القوي. كما أنه أقام علاقات قوية مع الصين خلال فترة ولايته.
في نوفمبر 2004، وبعد غياب دام 30 عامًا تقريبا، أعادت مدغشقر فتح سفارتها في لندن. في يوم 15 ديسمبر 2004 أعلن وزير الخارجية البريطاني جاك سترو إغلاق السفارة البريطانية في انتاناناريفو لتوفير 250,000 جنيه استرليني في السنة. كما أعلن وضع نهاية لتقديم المساعدات البريطانية إلى مدغشقر، برامج المنح الصغيرة الممولة من جانب وزارة التنمية الدولية. أغلقت السفارة في أغسطس 2005 على الرغم من التماسات رؤساء الدول الإفريقية، والمفوض الأوروبي، ومجلس الشيوخ في مدغشقر، والعديد من الشركات البريطانية، وثلاثين منظمة غير حكومية عاملة في مدغشقر، وأفراد من الجمهور.[بحاجة لمصدر]
السفارة البريطانية في مدغشقر كانت مغلقة سابقًا (لأسباب مالية أيضا) منذ عام 1975 إلى عام 1980. والآن يقوم المجتمع الأنجلو الملغاشي بحملة لإعادة فتحها.

## السكان

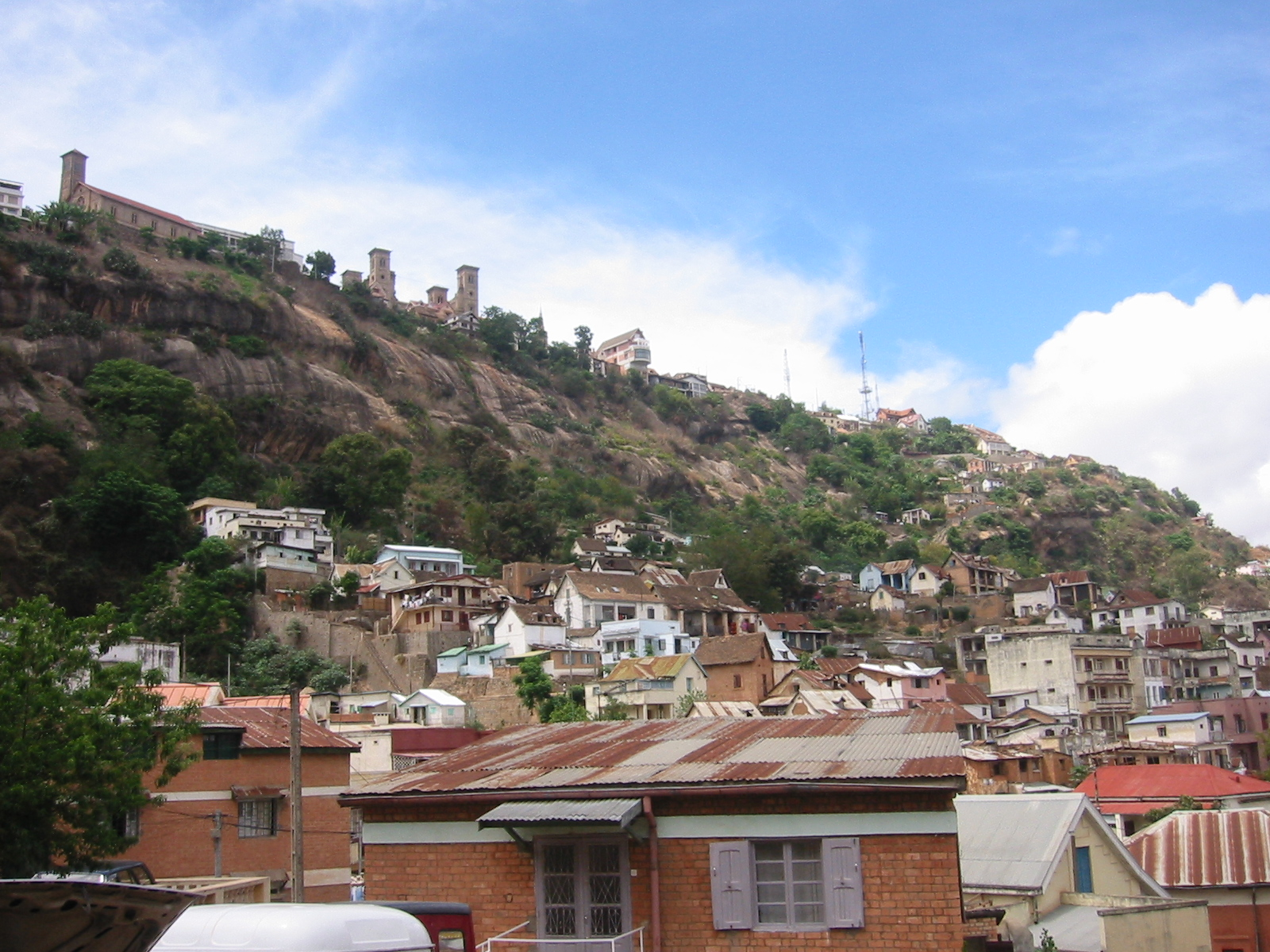
انتاناناريفو، مدغشقر

غالبية السكان في مدغشقر خليط من الأسترونيزيين (جنوب شرق آسيا وجزر المحيط الهادئ)، والأصل الإفريقي. السكان الأسترونيزيون في المظهر والثقافة هم الأقلية في البلاد ويتواجد معظمهم في المناطق الجبلية. تشير الأبحاث الحديثة إلى أن الجزيرة كانت غير مأهولة حتى وصل البحارة الأسترونيزيين منذ حوالي 1500 إلى 2000 سنة. وقد أظهرت أبحاث الحمض النووي أن ما يقرب من نصف الشعب أسترونيزي والنصف الآخر من شرق إفريقيا، وإن كان بعض التأثير عربياً، والهندي والأوروبي ظاهراً على طول الساحل. تشترك اللغة المالاجاشية في حوالي 90% من المفردات الأساسية مع لغة مانيان من منطقة نهر باريتو في جنوب بورنيو.الهجرات اللاحقة من جزر الهند الشرقية وإفريقيا عززت هذا الخليط الأصلي، وظهرت 36 مجموعة قبلية منفصلة. الصفات الأسترونيزية هي الغالبة في معظم ميرينا (3 ملايين)، والناس في المناطق الساحلية هم من أصول إفريقية. أكبر المجموعات الساحلية هي البيتسيميساراكا (1.5 مليون) وتسيميهيتي بينما القبائل العربية هي ساكالافا (700,000 لكل منهما) والأنتيمور والانتينوسي ويعيشون في جنوب غرب البلاد وهم عرب مدغشقر القدماء الذين فقدو هويتهم بالإضافة لعدد من القبائل الأخرى. هناك قبائل أخرى مثل تانكارانا (في الطرف الشمالي)، سيهاناكا وبيزانوزانو (في الشرق)، تانالا (في الجنوب الشرقي)، انتايمورو وتامباهواكا وزافيسورو وانتايساكا وتيمانامبوندرو (على الساحل الجنوبي الشرقي)، والماهافالي وبارا (في الجنوب الغربي). الأقليات الصينية والهندية أيضا موجودة، وكذلك الأوروبيون، معظمهم من الفرنسيين. انخفض عدد سكان جزر القمر المقيمين في مدغشقر انخفاضا شديدا بعد أعمال الشغب المناهضة لجزر القمر في ماهاجانغا في عام 1976.
خلال الإدارة الاستعمارية الفرنسية (1882 - 1960) وحتى ما بعد الاستقلال بقليل كان الناس يصنفون رسميا في مجموعات عرقية وتُركت هذه الممارسة في أول تعداد (1975) بعد الاستقلال، حتى إن أي تصنيف أو إحصاء على حسب المجموعات العرقية هي تقديرات غير رسمية. فعلى سبيل المثال لا يذكر العرق أو الدين في بطاقات الهوية الوطنية. وكذلك لا تتبع الانقسامات الإقليمية (المقاطعات والمناطق) أي نوع من الانقسام العرقي، على الرغم من محاولة الإدارة الاستعمارية فعل ذلك في أوائل القرن العشرين. استمرت الانقسامات العرقية، ويمكن أن تتسبب بالعنف، إلا أن دورها محدود في مجتمع اليوم. الأحزاب السياسية الإقليمية هي الأخرى نادرة، على الرغم من أن بعض الأحزاب تتلقى كثيرا من دعمها في بعض المناطق.
في عام 1993 (آخر تعداد) كان هناك 18,497 من الأجانب المقيمين في مدغشقر، أو 0.15% من السكان.[بحاجة لمصدر]

### اللغة
اللغة الملغاشية هي اللغات الملايو بولينيزية المنشأ وعادة يتحدث بها في جميع أنحاء الجزيرة. مدغشقر بلد ناطقة باللغة الفرنسية بالغالب كلغة ثانية بين السكان، ويتحدث بها السكان المتعلمون في هذه المستعمرة الفرنسية السابقة. الإنجليزية، وإن كانت لا تزال نادرة، أصبحت أكثر انتشارا، وعام 2003، بدأت الحكومة مشروعا تجريبيًا لإدخال تدريس اللغة الإنجليزية في الصفوف الابتدائية من 44 مدرسة، مع آمال بتطبيق هذا المشروع على الصعيد الوطني. كثير من مطوعي رابطة السلام يعملون على مواصلة هذا الجهد وتدريب المدرسين.
في الدستور الأول عام 1958، الملغاشية والفرنسية اعتمدت لغات رسمية لجمهورية مدغشقر.
ولم تسجل أي لغات رسمية في دستور عام 1992. بدلاً من ذلك، اعتبرت الملغاشية اللغة الوطنية، ومع ذلك، فلا يزال العديد من المصادر تدعي أن الملغاشية والفرنسية هي اللغات الرسمية، كما كانت بحكم الأمر الواقع. في نيسان / أبريل 2000، أقام مواطن دعوى قانونية على أساس أن نشر الوثائق الرسمية باللغة الفرنسية فقط كان غير دستوري. المحكمة الدستورية العليا نظرت في قرارها في غياب قانون بخصوص اللغة، الفرنسية لا تزال لديها طابع اللغة الرسمية.
في دستور 2007، ظلت الملغاشية اللغة الوطنية في حين أن لغات رسمية أعيد طرحها: الملغاشية، والفرنسية، والإنكليزية. الدافع لإدراج اللغة الإنجليزية هو جزئيًا لتحسين العلاقات مع البلدان المجاورة، حيث تستخدم الإنجليزية، وتشجيع الاستثمار الأجنبي المباشر.

### الديانة

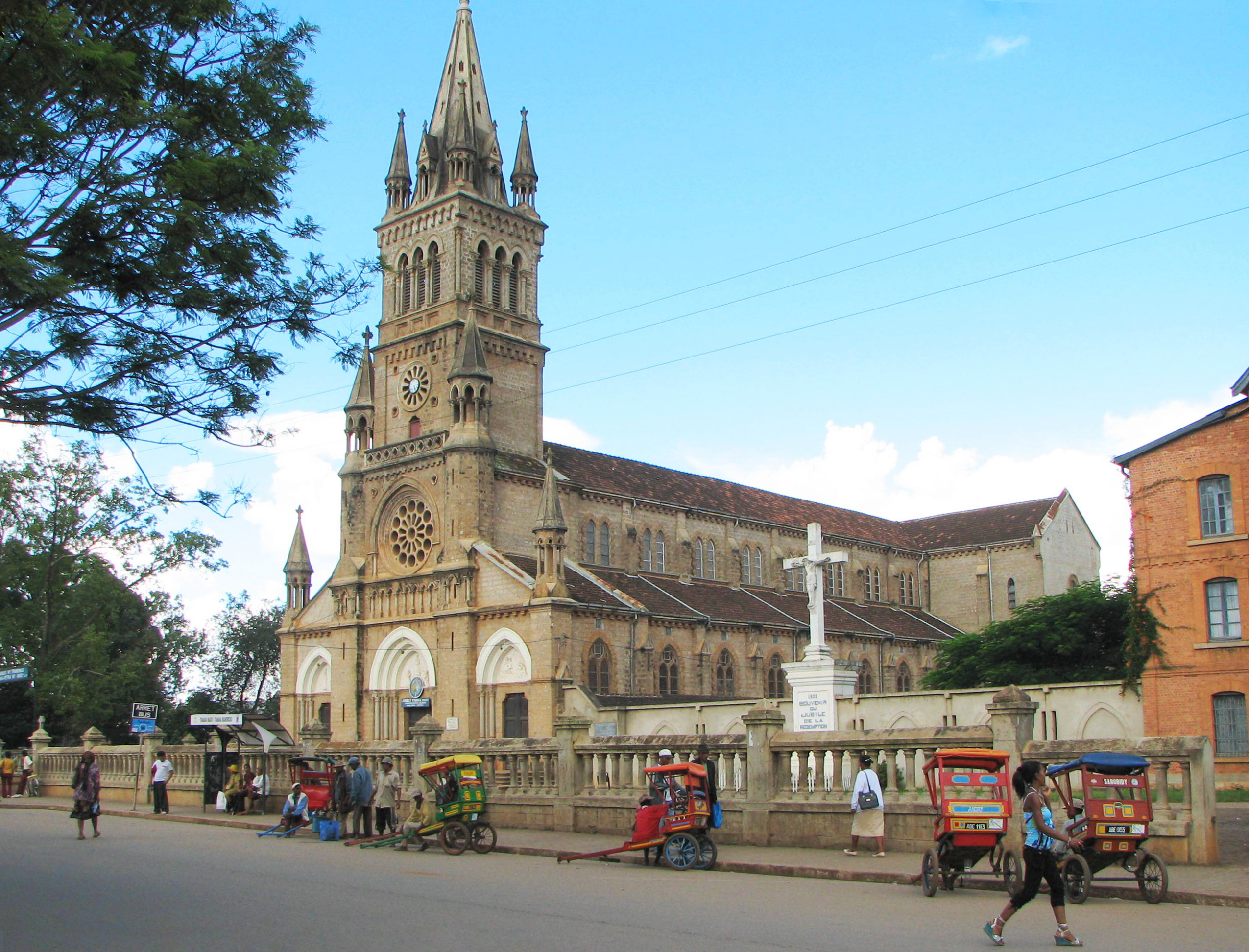
كاتدرائية الروم الكاثوليك في بأنتسيرابي.

حوالي 50% من سكان البلاد يمارسون الطقوس الدينية التقليدية، والتي تميل إلى التأكيد على الروابط بين الأحياء والأموات. الميرينا في المرتفعات خصوصا يميلون إلى المحافظة على هذه الطقوس. فهم يعتقدون أن الأموات يشاركون إلى الأجداد في صفوف الألوهية، وأن الأجداد مهتمون بشكل مكثف بمصير أبنائهم الأحياء. ميرينا والبتسيليو يمارسون إعادة دفن فاماديهانا، أو «تسليم الموتى»، ويحتفلون بهذا التواصل الروحي. في هذه الطقوس، تُزال بقايا الضحايا من قبر العائلة، وتلف في أكفان من الحرير الجديد، وتعاد إلى القبر بعد مراسم احتفالية على شرفهم في بعض الأحيان، حيث تُرفع الجثث وحملها عاليا فوق رؤوس المحتفلين مع الغناء والرقص قبل إعادتهم إلى القبر.
على الرغم من الاضطهاد الشائن والإبادة الجماعية لللمسيحيين خلال القرن التاسع عشر في عهد الملكة رانافالونا الأولى، حوالي 45% من مدغشقر اليوم مسيحيون، هذه النسية مقسمة بالتساوي تقريبا بين الكاثوليك والبروتستانت. العديد من الناس يدمج عبادة الموتى مع معتقداتهم الدينية الأخرى ويبارك موتاهم في الكنيسة قبل المضي قدما في طقوس الدفن. كما أنهم قد يدعون وزيرا مسيحيا لحضور فاماديهانا. الكثير من الكنائس المسيحية مؤثرة في السياسة. وأفضل مثال على ذلك هو مجلس كنائس مدغشقر (FFKM) الذي يتألف من أقدم وأبرز أربع طوائف مسيحية (الروم الكاثوليك، كنيسة يسوع المسيح في مدغشقر، اللوثرية والانجليكية)، يشكل المسلمون في مدغشقر حوالي 7% من السكان. التجار العرب والصوماليون المسلمون هم أول من جلب الإسلام في العصور الوسطى، وكان لهم تأثير عميق على الساحل الغربي. على سبيل المثال، العديد من الملغاشيين اعتنقوا الإسلام ولأول مرة تحولت اللغة الملغاشية إلى أبجدية، اعتمادا على الأبحدية العربية، وسميت سورابي. تركز المسلمون في محافظات ماهاجانجا وأنتسيرانانا (دييغو سواريز). ينقسم المسلمون بين العرق الملغاشي، والهنود، والباكستانيين وسكان جزر القمر. وقد ازداد عدد المساجد في المنطقة الجنوبية الشرقية من 10 إلى 50 مسجداً في السنوات العشر الأخيرة. وفي الآونة الأخيرة، اعتنقت عدة قبائل في مدغشقر الإسلام، ففي مناسبة واحدة تحول إلى الإسلام 17,500 شخص من قبيلة الإنتيمور في الجنوب الشرقي دفعة واحدة.

## الثقافة
كل عرق من العرقيات الكثيرة الموجودة في مدغشقر ساهمت وخدمت أساليب الحياة التي ساهمت تاريخيًا على تنوع هويتهم الفريدة. وكل منها ملتزم بكل الالتزام على احترام المعتقدات والممارسات الخاص بكل عرق.
ومع ذلك، هناك عدد من السمات الثقافية الأساسية المشتركة في جميع أنحاء الجزيرة، وخلق وحد قوة تعزز الهوية الثقافية في مدغشقر.
بالإضافة إلى وجود لغة مشتركة تقاسمهم في المعتقدات الدينية التقليدية حول الله الخالق وتبجيل الأسلاف، تتشكل التقاليد في مدغشقر بواسطة النظرة في الثوابت والقيم التي تؤكد على (التضامن) fihavanana (مصير)، vintana، (الكرمة) tody، والشيخة حسينة، [هل يوثق بهذا المصدر؟] وهي مقدس قوة الحياة أن المجتمعات التقليدية ويعتقد يكسب، ويجيز بالتالي رموز السلطة داخل المجتمع أو الأسرة.
- العناصر الثقافية الأخرى التي توجد عادة في جميع أنحاء الجزيرة والتي يتشارك فيها المجموعات العرقية وتشمل ممارسة ختان الذكور؛ والتقسيم التقليدي للطبقات الاجتماعية في النبلاء، العوام، والعبيد، علاقات القرابة القوية، واعتقاد على نطاق واسع في قوة السحر، والعرافين، وعلم التنجيم، والأطباء السحرة.
- الناس في مدغشقر تقليديا تشاور Mpanandro («صناع أيام») لتحديد أكثر الأيام السعيدة لأحداث هامة مثل حفلات الزفاف أو famadihana، وفقا لنظام الفلكية التقليدية التي أدخلها العرب. قبل الاستعمار الفرنسي النبلاء للمجتمعات المحلية العديد من مدغشقر وتوظف عادة المستشارين والمعروفة باسم ombiasy (من اولونا، الشيخة حسينة، أن يكون «رجل من فضيلة كثيرا») من مجموعة Antemoro جنوب شرق العرقي، الذي أسلافها إلى المستوطنين العرب في وقت مبكر.
- ثقافة مدغشقر واضحة وتعبر عنها منازلهم وعادة ما تكون أربعة جوانب مع سقف منقاري وتُبنى عادة بعد تخطيط وتصميم، والتي تشبه إلى حد كبير المنازل التي وجدت في جنوب شرق بورنيو. وتعبيرا عن تبجيل واسع النطاق للأسلاف، المقابر أيضا مهمة من الناحية الثقافية في كثير من المناطق وتميل إلى أن تكون مبنية من مواد أكثر متانة (مثلاً من الحجر)، وأكثر زخرفة من البيوت التي بها الأحياء.

ومن الطقوس أيضا السطو بالنسبة للشبان في المناطق وسهول مدغشقر، حيث تربى أكبر قطعان الماشية، وهي مجموعات خطيرة ومميتة في بعض الأحيان في الجنوب الغربي تستخدم الرماح التقليدية ضد المحاولات المتزايدة على سرقة مواشيهم وهي الأدوات المسلحة ان ذاك. وأنتج المستوطنين الأوائل في الجزيرة الحرير، واللباس أغلبه وطني، وقد تحولت إلى فن متنوع. وفي الجنوب شرقي للبلاد بدأ التأثير الثقافي الآسيوي واضح أيضا على الزي والملابس في مدغشقر.المطبخ في مدغشقر، حيث يُستهلك الأرز في كل وجبة، يرافقه عادة مجموعة متنوعة من الخضار اللذيذ أو أطباق اللحوم.

### الفنون
- قد وضعت مجموعة واسعة من التقاليد الفنية في مدغشقر. واحد من تقاليد الجزيرة هو فن الخطابة لها، كما أعرب عنه في أشكال «hainteny» (شعر)، «kabary» (الخطاب العام) و«ohabolana» (الأمثال).
- وهناك قصيدة ملحمية تجسد هذه التقاليد، وهي «Ibonia»، لديها إصدارات على مدى قرون في عدة أشكال مختلفة في جميع أنحاء الجزيرة، وتقدم هذه القصيدة نظرة ثاقبة على الأساطير والمعتقدات المختلفة للمجتمعات مدغشقر التقليدية.
- واستمر هذا التقليد في القرن 20 على يد الفنانين مثل «جان جوزيف» Rabearivelo، الذي يعتبر شاعر إفريقيا الأول، «وايلي» «Rajaonarison»، نموذج لموجة جديدة من الشعر في مدغشقر.
- وقد وضعت مدغشقر أيضا التراث الموسيقي الغني، المتجسدة في العشرات من الأنواع الموسيقية الإقليمية مثل «salegy» الساحلية أو «hiragasy» الرقص.
- الفنون التشكيلية هي أيضا على نطاق واسع في جميع أنحاء الجزيرة. بالإضافة إلى تقليد من الحرير والنسيج وإنتاج لامبا، وقد طُبق هذا النسيج من ألياف النخل، وغيرها من المواد النباتية المحلية، لخلق مجموعة واسعة من العناصر العملية مثل الحصير والسلال والمحافظ والقبعات. نحت الخشب هو شكل من اشكال الفن درجة عالية من التطور، مع أساليب إقليمية متميزة واضح في زخرفة السور شرفة والعناصر المعمارية الأخرى. النحاتين خلق مجموعة متنوعة من السلع والأثاث والأدوات المنزلية، والوظائف aloalo الجنائزية، والمنحوتات الخشبية، وكثير منها يُنتجه للسوق السياحية. كان مكتوبا على التقاليد الزخرفية والفنية النجارة للشعب Zafimaniry من المرتفعات الوسطى على قائمة اليونسكو للتراث الثقافي غير المادي في عام 2008.
- إنتاج الورق جزء لا يتجزأ من الديكور هو تقليد راسخ بأن المجتمع قد بدأ في سوق لالايكولوجية السياح. يجري التطريز و«cutwork» باليد لإنتاج الملابس، وكذلك مفارش المائدة، والمنسوجات المنزلية الأخرى للبيع في الأسواق المحلية والحرف. وهناك عدد صغير ولكنه متزايد من صالات الفن التشكيلي في انتاناناريفو، وفي العديد من المناطق الحضرية الأخرى، لوحات العرض للفنانين المحليين، والفعاليات الفنية السنوية، مثل «معرض في الهواء» الطلق «Hosotra» في العاصمة، والمساهمة في التطوير المستمر للفنون الجميلة في مدغشقر.

### الرياضة والترفيه
وقد برز عدد من التسلية التقليدية في مدغشقر. «Moraingy»، وهو نوع من القتال، وهي رياضة شعبية منتشره في المناطق الساحلية. ويمارسها عادة الرجال، ولكن المرأة قد بدأت مؤخرا في المشاركة.
- وتمارس أيضا المصارعة على نوع من الماشية تسمي «سيبوه» في العديد من المناطق. بالإضافة إلى الألعاب الرياضية، لعبت مجموعة واسعة من الألعاب. «Fanorona» هي لعبة ملوك «ميرينا» في جميع أنحاء مناطق المرتفعات. وفقا لأسطورة شعبية، بسبب هاجس غير صحي أن شقيقه الأكبر Andrianjaka وربما كان يلعب مع fanorona على حساب مسؤولياته الأخرى.
- وأدخلت الأنشطة الترفيهية الغربية لمدغشقر على مدى القرنين الماضيين. كرة القدم والركبي وهي شعبية خاصة. وقد أنتجت مدغشقر بطلا للعالم في «pétanque»، وهي لعبة فرنسية مشابهة لالبولينج في الحديقة، التي لعبت على نطاق واسع في المناطق الحضرية.
- أرسلت مدغشقر منافسيها لأول مرة لدورة الألعاب الأولمبية في عام 1964، وشاركت أيضا في دورة الألعاب الإفريقية.

## وصلات خارجية
الحكومة
- حكومة مدغشقر نسخة محفوظة 24 أكتوبر 2008 على موقع واي باك مشين.
- الجمعية الوطنية لمدغشقر
- وزارة الشؤون الخارجية في مدغشقر
- السفارات والقنصليات
  - كندا نسخة محفوظة 12 أكتوبر 2007 على موقع واي باك مشين. - المجر - واشنطن العاصمة
- رئيس الدولة وأعضاء مجلس الوزراء، من وكالة المخابرات المركزية

معلومات عامة
- لمحة عن البلد من بي بي سي نيوز
- Madagascar  على كتاب حقائق العالم
- مدغشقر من يو سي بي مكتبات GovPubs
- مدغشقر على مشروع الدليل المفتوح
- أطلس ويكيميديا حول Madagascar

وسائل الاعلام
- مدغشقر الأخبار الإنسانية والتحليلات من إيرين الأمم المتحدة
- مدغشقر وصلات الأخبار من العنوان allAfrica.com

علم البيئة
- الحدائق الوطنية والمحميات في مدغشقر الموقع الرسمي
- حماية الحياة البرية في مدغشقر إم دبليو كي هي منظمة غير ربحية في مدغشقر تنظم وتنتهج المجتمعية في مشاريع الحماية
- أكاديمية نيويورك للعلوم نسخة محفوظة 12 أبريل 2016 على موقع واي باك مشين. تحمي مدغشقر—البودكاست بقلم هيلين كراولي
- «مدغشقر» قصة الحفظ
- مجلة مدغشقر وإنمائها

متفرقات
- مشروع مدغشقر نسخة محفوظة 22 نوفمبر 2008 على موقع واي باك مشين.، المشروع الذي أنشئ لمساعدة المجتمعات المحلية في مدغشقر لمعالجة أسباب وآثار الفقر
- خرائط قديمة لمدغشقر من مكتبة CEGET (مركز CNRS - فرنسا)
- عزة فادي جمعية خيرية بريطانية ومنظمة غير حكومية تعمل في جنوب شرق مدغشقر لتخفيف حدة الفقر، وحماية البيئات الفريدة الجميلة بمساعدة من الفائزين بالجوائز في برامج العمل التطوعي.
- مؤسسة شاما في مدغشقر منظمة خيرية توفر منح دراسية للطلاب المحتاجين في مدغشقر
- آراء المحكمة الدستورية العليا مدغشقر
- جائزة المشاريع الزرقاء منظمة لا تهدف للربحية وهي مكرسة لتسهيل المشاريع والحملات العالمية التي تعزز الحفاظ على البيئة والبحوث البحرية. مقرها في أندافودوكا، جنوب الساحل الغربي لمدغشقر.
- فوكو - مدغشقر منظمة لا تهدف للربحية مخصصة لاستخدام تكنولوجيا المعلومات والاتصالات كأداة لتعزيز التنمية المستدامة، وخصوصا الجمع بين التنمية البشرية وحماية البيئة.
- WildMadagascar.org نظرة عامة، والأخبار، والصور، والتاريخ الثقافي. إن اللغتين الرسميتين لكندا هما الإنجليزية والفرنسية.
- مدغشقر صور لمدغشقر
- محمية بالماريوم، تقع على الساحل الشرقي لمدغشقر.
- كيلونجا، كيلونجا هي منظمة مكرسة لمساعدة المدارس الابتدائية في المناطق الريفية بالبنى التحتية والمعلمين